# Kelly Clarkson
Kelly Brianne Clarkson Blackstock (ur. 24 kwietnia 1982 w Fort Worth, Teksas) – amerykańska piosenkarka pop-rockowa, autorka tekstów piosenek oraz aktorka. Karierę muzyczną rozpoczęła w 2002 roku, kiedy wygrała pierwszą edycję amerykańskiego programu American Idol. W 2003 roku zajęła drugie miejsce w Światowym Idolu (World Idol). Do 2015 roku Clarkson związana była z wytwórnią RCA Records, natomiast obecnie nagrywa dla Atlantic Records. Do tej pory wydała osiem albumów studyjnych. Clarkson jest zdobywczynią trzech statuetek Grammy: za najlepszą popową piosenkę „Since U Been Gone” (2006),  za najlepszy popowy album Breakaway (2006) i Stronger (2013).

## Wczesne życie
Urodziła się w Fort Worth w stanie Teksas, a dorastała w małym mieście Burleson. Jest trzecim i najmłodszym dzieckiem Jeanne Rose i Stephena Michaela Clarksona. Ma starsze rodzeństwo, siostrę Alyssę i brata Jasona, z którymi nie utrzymywała zbyt dobrych kontaktów, ponieważ jej rodzice rozwiedli się gdy miała sześć lat i rodzeństwo zostało rozdzielone. Przed rozpoczęciem kariery pracowała m.in. w zoo, kinie, aptece jako pomocnik farmaceuty oraz jako kelnerka.

## Kariera

### 2002-03:Thankful
We wrześniu 2002 roku po wygraniu programu American Idol został wydany debiutancki singiel Clarkson „A Moment Like This” na podwójnej stronie z utworem „Before Your Love”. Singiel zadebiutował na sześćdziesiątym miejscu listy Billboard Hot 100, ostatecznie docierając do miejsca pierwszego i zdobywając status złotej płyty. Singel zajął pierwsze miejsce także w Kanadzie na Canadian Hot 100, gdzie pokrył się podwójną platyną.
15 kwietnia 2003 roku ukazał się debiutancki album piosenkarki zatytułowany Thankful. Album zadebiutował na pierwszym miejscu notowania Billboard 200 sprzedając się w nakładzie 300,000 kopii. Pierwszy singiel z albumu, „Miss Independent” stał się pierwszym międzynarodowym singlem Clarkson docierając do pierwszej dziesiątki oficjalnych list w pięciu krajach świata. Utwór przyniósł artystce pierwszą nominację do nagrody Grammy w kategorii Najlepszy kobiecy występ pop. Kolejny singiel „Low” został wydany w sierpniu 2003 roku. Ostatni singiel z albumu, „The Trouble with Love Is” został wykorzystany do promocji komedii romantycznej To właśnie miłość. 18 listopada 2003 roku Clarkson wydała swoje pierwsze DVD zatytułowane Miss Independent zawierające jej występy koncertowe i teledyski utworów z albumu Thankful. W Stanach Zjednoczonych DVD pokryło się złotem.

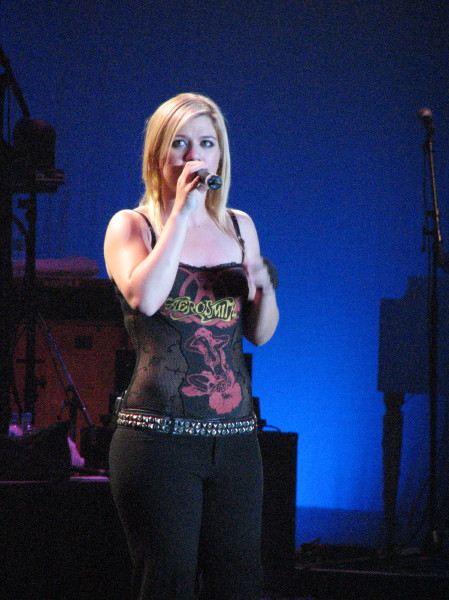
Clarkson podczas koncertu w Canberze (Australia) w ramach trasy koncertowej Breakaway World Tour w 2005 roku.

### 2004-06:Breakaway
W listopadzie 2004 roku został wydany drugi album artystki zatytułowany Breakaway. W tworzenie płyty zaangażowani byli m.in. Ben Moody (były gitarzysta zespołu Evanescence), David Hodges, Kara DioGuardi, Dr. Luke oraz Max Martin. Sama piosenkarka jest współautorką sześciu utworów na płycie. Album Breakaway początkowo wydany został jedynie w Ameryce Północnej. W Stanach Zjednoczonych płyta zadebiutowała na trzecim miejscu listy Billboard 200. Breakaway pokrył się sześciokrotną platynową płytą i stał się trzecim najlepiej sprzedającym się krążkiem w 2005 roku w tym kraju. Album przyniósł Clarkson pierwszą nagrodę Grammy w kategorii Najlepszy album pop. Utworem promującym płytę Breakaway była piosenka o tym samym tytule. Została ona wykorzystana do promocji filmu Pamiętnik Księżniczki 2, co zapewniło jej większy sukces komercyjny. Singiel dotarł do szóstej pozycji notowania Billboard Hot 100.
W większości państw europejskich album Breakaway wydany został dopiero w połowie 2005 roku, a pierwszym singlem z albumu była piosenka „Since U Been Gone”. Utwór znalazł się w pierwszej dziesiątce oficjalnych notowań w dziewięciu krajach świata m.in. w Wielkiej Brytanii, Niemczech, Szwajcarii, Australii, a także Stanach Zjednoczonych, gdzie dotarł do drugiego miejsca na liście Billboard Hot 100. Utwór przyniósł artystce drugą nagrodę Grammy.  W marcu 2005 roku Clarkson wydała swoje drugie DVD  Behind Hazel Eyes. Kolejne single z albumu Breakaway „Behind These Hazel Eyes” oraz „Because of You” również stały się międzynarodowymi przebojami. Ostatni singiel „Walk Away” został wydany w 2006 roku i odniósł umiarkowany sukces. Clarkson w celu promocji albumu zorganizowała trzy trasy koncertowe Breakaway World Tour (2005-2006). Hazel Eyes Tour (2005) oraz Addicted Tour (2006).

### 2007-08:My December

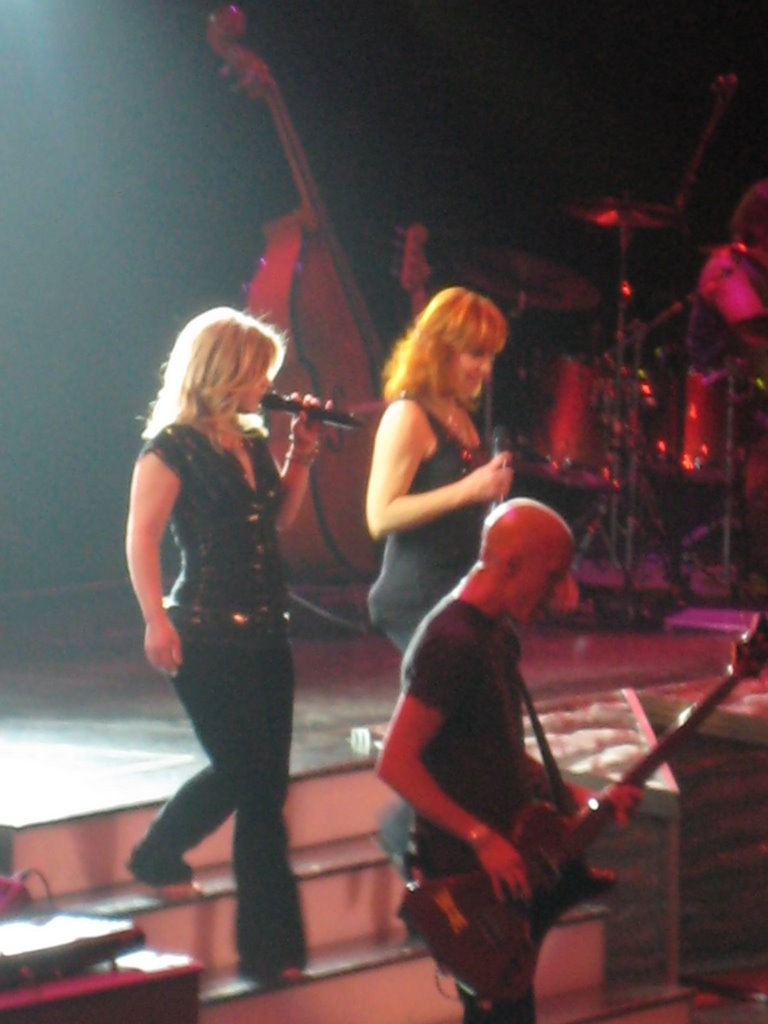
Clarkson i McEntire podczas jednego z koncertów w ramach ich wspólnej trasy koncertowej 2 Worlds, 2 Voices Tour w 2008 roku.

W czerwcu 2007 roku wydany został trzeci album artystki zatytułowany My December. Clarkson jest współautorką wszystkich utworów na tej płycie. W Stanach Zjednoczonych album zadebiutował na drugim miejscu listy Billboard 200, ostatecznie pokrywając się platyną. Utworem promującym płytę została piosenka „Never Again”, która zadebiutowała na ósmym miejscu Billboard Hot 100. Kolejne single „Sober”, „One Minute” oraz „Don’t Waste Your Time” nie powtórzyły sukcesu pierwszego singla. Sam album odniósł najmniejszy sukces ze wszystkich płyt Clarkson.
W 2007 roku został wydany singiel „Because of You” nagrany w duecie z amerykańską piosenkarką country Rebą McEntire. Utwór znalazł się na albumie McEntire Reba: Duets. Singel dotarł do drugiej pozycji na liście Billboard Hot Country Songs i został nominowany do nagrody Grammy w kategorii Najlepsza kolaboracja country. Artystki wyruszyły we wspólną trasę koncertową 2 Worlds, 2 Voices Tour promującą ich albumy My December i Reba: Duets.

### 2008-10:All I Ever Wanted
24 października 2008 za pośrednictwem swojego oficjalnego bloga, artystka poinformowała, że zakończyła nagrywanie swojego czwartego studyjnego albumu zatytułowanego All I Ever Wanted, który miał się ukazać 10 marca 2009 roku. Nad albumem Clarkson współpracowała m.in. z Ryanem Tedderem (wokalistą OneRepublic) oraz producentem Howardem Bensonem. Krążek zadebiutował na pierwszym miejscu notowania Billboard 200 pozostając na tej pozycji przez dwa tygodnie. Album przyniósł artystce drugą nominację do nagrody Grammy w kategorii Najlepszy album pop. Clarkson w celu promocji płyty wyruszyła w trasę koncertową All I Ever Wanted Tour (2009–2010).
Singiel zwiastujący płytę „My Life Would Suck Without You” ukazał się 13 stycznia 2009. Utwór pobił rekord tygodniowego awansu na liście Billboard Hot 100, awansując z pozycji dziewięćdziesiątej siódmej na miejsce pierwsze, będąc tym samym drugą piosenką artystki, która zdobyła szczyt notowania (pierwszą była „A Moment Like This”). Singel był także numerem jeden w Kanadzie i Wielkiej Brytanii. Kolejne single „I Do Not Hook Up” i „Already Gone” znalazły się w top 20 notowania Billboard Hot 100. Ostatni singel z albumu, „All I Ever Wanted” nie odniósł sukcesu komercyjnego. Dodatkowo Clarkson wydała singel „Cry” tylko w Niemczech i Austrii.
W listopadzie 2010 roku Clarkson nagrała duet z amerykańskim muzykiem country Jasonem Aldeanem zatytułowany „Don’t You Wanna Stay”. Utwór znalazł się na albumie Aldeana My Kinda Party oraz na późniejszym albumie Clarkson Stronger. Piosenka została nominowana do nagrody Grammy w kategorii Najlepszy występ country w duecie lub grupie. Singiel sprzedał się w nakładzie dwóch milionów egzemplarzy pokrywając się w Stanach Zjednoczonych podwójną platyną i stając się najlepiej sprzedającą się kolaboracją country w historii.

### 2011-13:StrongeriGreatest Hits – Chapter One

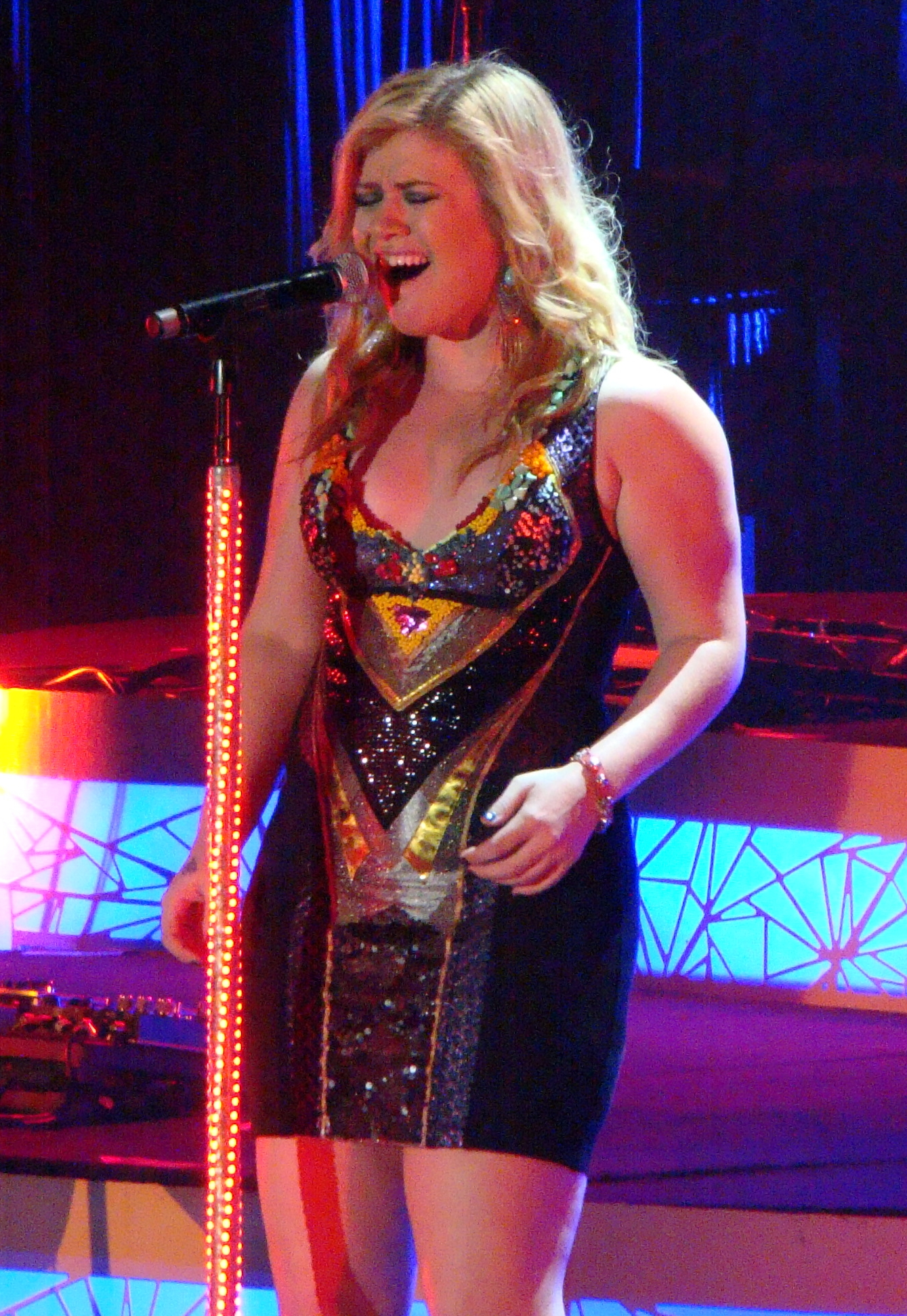
Clarkson podczas jednego z koncertów w ramach trasy koncertowej Stronger Tour w 2012 roku.

We wrześniu 2011 roku premierę miał utwór „Mr. Know It All” zapowiadający wydanie piątego albumu studyjnego Clarkson. Sam utwór początkowo odnosił umiarkowany sukces, lecz później dotarł do wysokich pozycji w oficjalnych notowaniach. Singel zajął dziesiąte miejsce na Billboard Hot 100, czwarte na brytyjskiej liście UK Singles Chart i pierwsze na Australian Singles Chart. 21 października 2011 ukazał się album Stronger. Przy jego produkcji obecni byli m.in. Greg Kurstin, Ester Dean, Darkchild, Toby Gad, Steve Jordan i Howard Benson. Album zadebiutował na drugim miejscu notowania Billboard 200 i pokrył się platyną w Stanach Zjednoczonych. Album przyniósł artystce nagrodę Grammy w kategorii Najlepszy album pop. 24 października ukazał się pierwszy minialbum Clarkson The Smoakstack Sessions zawierający alternatywne wersje niektórych piosenek z albumu Stronger. Natomiast 23 grudnia Clarkson wydała drugi minialbum iTunes Session zawierający m.in. jej interpretację świątecznego utworu „I’ll Be Home for Christmas”.
Drugi singiel z albumu „Stronger (What Doesn’t Kill You)” okazał się największym sukcesem Clarkson. Utwór znalazł się w pierwszej dziesiątce oficjalnych notowań w ponad piętnastu krajach świata. W Stanach Zjednoczonych utwór był trzecim numerem jeden Clarkson na liście Billboard Hot 100. Piosenka sprzedała się w nakładzie ponad 5.000.000 kopii na całym świecie. Utwór był nominowany do nagrody Grammy w trzech kategoriach: piosenka roku, nagranie roku oraz najlepszy solowy występ pop. Trzecim singlem z płyty wydanym 5 czerwca 2012 był utwór „Dark Side”. Artystka promowała album podczas trasy koncertowej Stronger Tour oraz trasy Summer Tour zorganizowanej wspólnie z zespołem The Fray. 

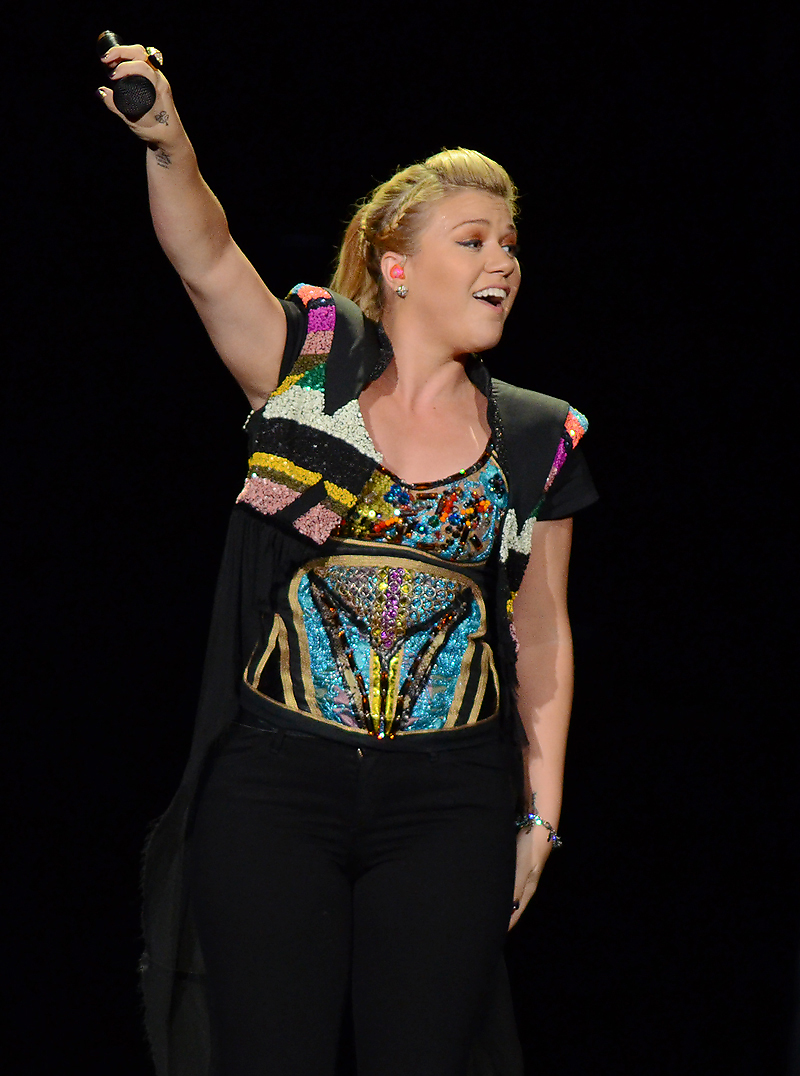
Clarkson podczas koncertu 23 sierpnia 2012 roku w Bristow będącego częścią trasy koncertowej Summer Tour.

W listopadzie 2012 Clarkson wydała swoją pierwszą składankę muzyczną Greatest Hits – Chapter One oraz swój trzeci minialbum The Smoakstack Sessions Vol. 2. Na płycie Greatest Hits: Chapter One znalazły się największe przeboje z poprzednich albumów Clarkson, a także trzy nowe utwory, wszystkie zostały wydane na singlach. Pierwszym z nich była piosenka „Catch My Breath” wydana 10 października 2012. Utwór dotarł do miejsca dziewiętnastego na Billboard Hot 100. Kolejnym singlem została piosenka „Don’t Rush” nagrana w duecie z Vince Gillem. Za to nagranie artyści otrzymali nominację do nagrody Grammy w kategorii najlepszy występ country w grupie lub duecie. W kwietniu 2013 wydano trzeci singel z albumu zatytułowany „People Like Us”. Artystka promowała album Greatest Hits: Chapter One podczas trasy koncertowej 12th Annual Honda Civic Tour zorganizowanej wspólnie z zespołem Maroon 5.
W 2012 roku ukazała się płyta Jewel zatytułowana Greatest Hits, na której Clarkson razem z Jewel nagrała piosenkę „Foolish Games”. W lipcu 2013 Clarkson wydała singiel „Tie It Up”, który miał zapowiadać jej siódmy studyjny album w stylu country. Jednak wydanie albumu country piosenkarka przełożyła na późniejsze lata. We wrześniu 2013 Kelly nagrała piosenkę „Little Green Apples” w duecie z Robbie Williamsem na jego album Swings Both Ways.

### 2013-14:Wrapped in Red
25 października 2013 Clarkson wydała swój pierwszy świąteczny album Wrapped in Red. Na płycie znalazły się popularne utwory świąteczne w wykonaniu artystki m.in. „Have Yourself a Merry Little Christmas” ‚„White Christmas”, „Silent Night” z gościnnym udziałem Reby McEntire i Trishy Yearwood, a także pięć oryginalnych kompozycji. Album Wrapped in Red zadebiutował na liście Bilboard 200 na trzeciej pozycji oraz dotarł na szczyt listy Billboard Top Holiday Albums. W Stanach Zjednoczonych oraz w Kanadzie album pokrył się platyną. Wydawnictwo było najlepiej sprzedającym się albumem świątecznym 2013 roku w Stanach Zjednoczonych. Singlem promującym album był utwór „Underneath the Tree”, który trzy tygodnie po premierze znalazł się na szczycie listy Billboard Adult Contemporary oraz osiągnął pozycję w pierwszej dziesiątce na liście Billboard Holiday 100. Piosenka zajęła także wysokie pozycje na listach w Kanadzie, Holandii, Korei Południowej i Wielkiej Brytanii.
Na potrzeby promocji albumu 30 października 2013 w hotelu The Venetian w Las Vegas został nagrany świąteczny program Kelly Clarkson’s Cautionary Christmas Music Tale z gościnnym udziałem wielu gwiazd, takich jak, m.in. Blake Shelton, Reba McEntire, Trisha Yearwood, Robin Williams, Whoopi Goldberg, William Shatner, Jay Leno czy Heidi Klum. W programie artystka śpiewała utwory ze swojej świątecznej płyty. Program został nagrodzony (Gold World Medal) na festiwalu w Nowym Jorku (New York Festival’s International Television & Film Awards).
8 kwietnia 2014 roku ukazała się płyta Everlasting Martiny McBride, na której Clarkson wraz z McBride zaśpiewała utwór Etty James „In the Basemant”.
6 października 2014 roku Clarkson ogłosiła, że drugim singlem ze świątecznego albumu będzie tytułowa piosenka. Zapowiedziała także, że 20 grudnia 2014 roku zostanie zorganizowany specjalny świąteczny koncert charytatywny w Nashville zatytułowany Miracle on Broadway, gdzie Clarkson wraz z innymi artystami zaśpiewa największe świąteczne przeboje oraz utwory z albumu Wrapped in Red.

### 2015-16:Piece by Piece

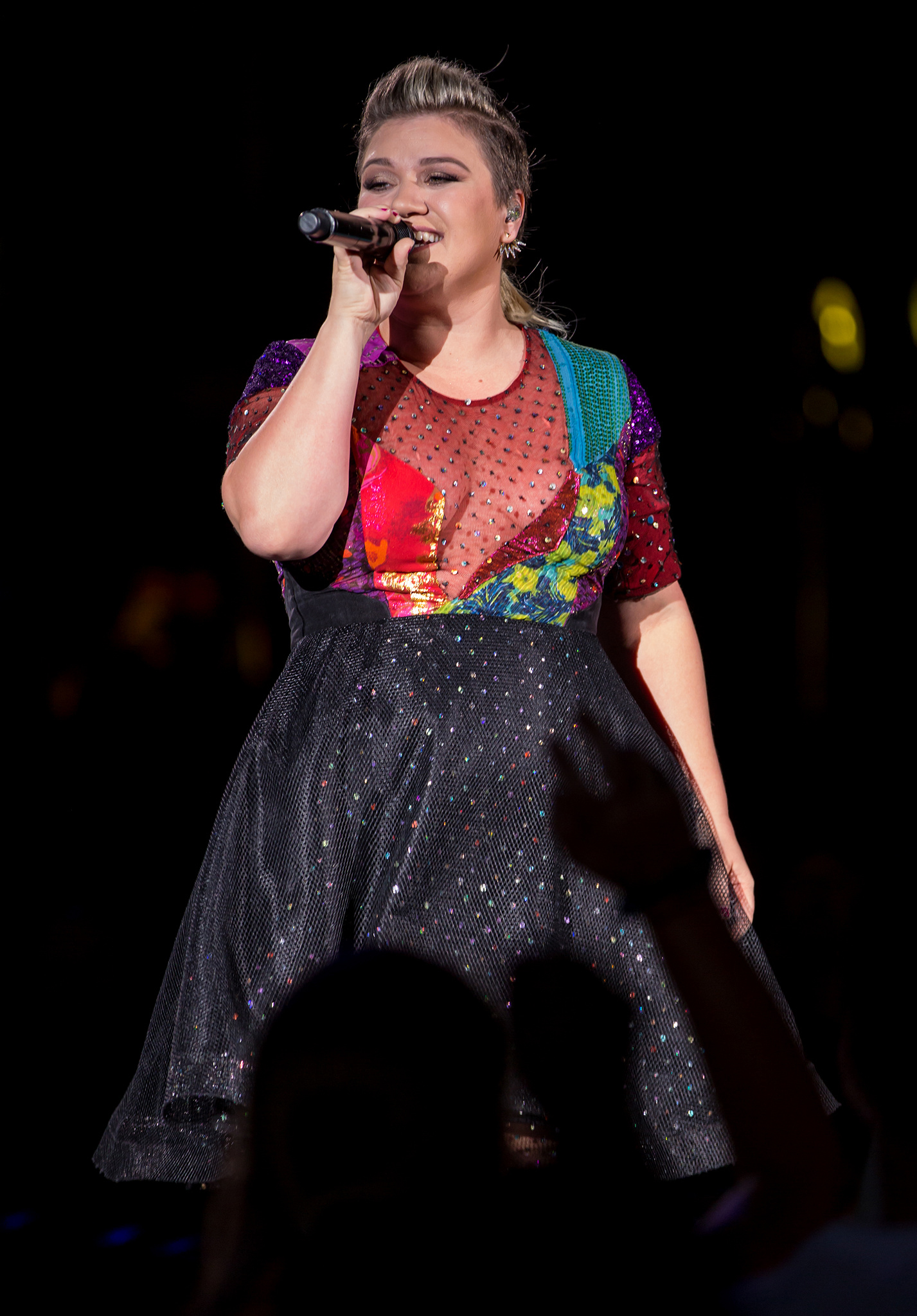
Clarkson podczas koncertu w Austin w Teksasie (Stany Zjednoczone) w ramach trasy koncertowej Piece by Piece Tour w 2015 r.

7 stycznia 2015 roku Kelly Clarkson za pośrednictwem Twittera zapowiedziała wydanie pierwszego singla promującego jej siódmy album studyjny. Ogłosiła, że utwór „Heartbeat Song” ukaże się 12 stycznia. 26 stycznia artystka ogłosiła, że jej nowy album będzie zatytułowany Piece by Piece i zostanie wydany 3 marca 2015 roku. 3 lutego Kelly ujawniła całą tracklistę albumu oraz okładkę. Tydzień przed premierą albumu artystka zaczęła ujawniać kolejne piosenki za pośrednictwem swojego oficjalnego kanału na Vevo oraz udostępniając je do pobrania w sklepie iTunes. W Stanach Zjednoczonych album Piece by Piece został wydany 3 marca 2015 roku. Zadebiutował na pierwszym miejscu amerykańskiego notowania Billboard 200, sprzedając się w nakładzie 97,000 egzemplarzy w pierwszym tygodniu premiery. Był to trzeci album Clarkson (obok Thankfull i All I Ever Wanted), który osiągnął pozycję pierwszą w amerykańskim notowaniu. Album przyniósł artystce nominację do nagrody Grammy w kategorii najlepszy album pop, co uczyniło z Clarkson artystkę rekordowo (czterokrotnie) nominowaną do nagrody w tej kategorii. Utwór „Heartbeat Song” również był nominowany do nagrody Grammy w kategorii najlepszy występ pop.
W kwietniu Clarkson zaśpiewała w duecie z Joshem Grobanem utwór „All I Ask of You”, który znalazł się na albumie Grobana zatytułowanym Stages. W maju 2015 roku ukazał się kolejny singel z albumu Piece by Piece zatytułowany „Invincible”. 17 maja piosenkarka wystąpiła podczas gali Billboard Music Awards, gdzie zaśpiewała ten utwór. 11 lipca 2015 roku rozpoczęła się trasa koncertowa artystki Piece by Piece Tour. Trasa miała potrwać do 20 listopada i obejmować Stany Zjednoczone, Kanadę i Wielką Brytanię, jednak część koncertów w Stanach oraz w Kanadzie i Wielkiej Brytanii zostało odwołanych z powodów zdrowotnych.
16 października został wydany debiutancki singiel zwycięzcy brytyjskiej edycji X-Factora, Bena Haenowa „Second Hand Heart” z gościnnym udziałem Clarkson. 9 listopada został wydany trzeci singiel z płyty Piece by Piece o tym samym tytule. Artystka zaśpiewała utwór 25 lutego 2016 roku podczas piętnastej i ostatniej edycji programu American Idol. Wystąpiła także w roli jurora. Po wzruszającym występie, po którym dostała owacje na stojąco,  29 lutego 2016 roku została wydana wersja utworu „Piece by Piece” zaprezentowana w programie. Za tę wersję utworu „Piece by Piece” Clarkson otrzymała nominację do nagrody Grammy. 3 marca Clarkson wystąpiła w programie The Ellen Degeneres Show, gdzie zaśpiewała singel „Piece by Piece”. W efekcie utwór zadebiutował  na ósmym miejscu amerykańskiego notowania Billboard Hot 100.
15 marca Clarkson nagrała wspólnie z Missy Elliott, Janelle Monáe, Kelly Rowland, Zendayą, Lea Michele, Chloe & Halle i Jadagrace piosenkę „This Is For My Girls”. Utwór został napisany przez Diane Warren dla wsparcia akcji Michelle Obamy Let Girls Learn mającej na celu promocję edukacji dziewcząt w krajach Trzeciego Świata.
W czerwcu 2016 roku Clarkson zmieniła wytwórnię płytową na Atlantic Records.
4 października 2016 roku Clarkson wydała swoją pierwszą książkę dla dzieci zatytułowaną River Rose and the Magical Lullaby oraz kołysankę „River Roseʼs Magical Lullaby” i audiobook. Książka opisuje przygody córki piosenkarki, River Rose, m.in. wizytę w zoo.

### 2017:Meaning of Life
7 września 2017 roku ukazał się singiel „Love So Soft” promujący ósmy album studyjny Clarkson. Tego samego dnia piosenkarka ujawniła również kolejny utwór „Move You”. 27 października Clarkson wydała album Meaning of Life. Płyta zadebiutowała na 2. miejscu notowania Billboard 200, sprzedając się w nakładzie 68,000 egzemplarzy w pierwszym tygodniu sprzedaży.
Od 9 września 2019 na kanale NBC prowadzi swój własny talk show The Kelly Clarkson Show, będący niejako kontynuacją formatu The Ellen DeGeneres Show. Zastąpił on program Steveʼa Harveya Steve.

## Tatuaże
Ma 13 tatuaży. Na karku japoński symbol kanji oznaczający „błogosławiony”. Na przegubie prawej dłoni – krzyż, obok niego – napis „love them more” (kocham ich bardziej). Na przegubie lewej dłoni ma wytatuowane serce, następnie uzupełniła rysunek sznurkiem od latawca. Na wierzchu prawej dłoni ma czterolistną koniczynkę, za lewym uchem – płatek śniegu, za prawym uchem – księżyc, na prawej łopatce – puzzel, pod lewą piersią – napis „what doesn't kill you” alfabetem Morse’a, na podbrzuszu po lewej stronie – kontur stanu Teksasu, na prawej kostce – słonecznik, a na lewej stopie – napis „nothado” (z miłością).

## Życie prywatne
Spotykała się z wokalistą zespołu Graham Colton Band – Grahamem Coltonem, wokalistą i gitarzystą zespołu Yellowcard – Ryanem Keyem, byłym członkiem Evanescence – Davidem Hodgesem, menedżerem Reby McEntire i synem własnego menedżera – Brandonem Blackstockiem z którym wzięła ślub w październiku 2013. Zamieszkali w Nashville wraz z jego dziećmi z poprzedniego małżeństwa. 12 czerwca 2014 urodziła córkę River Rose, a 12 kwietnia 2016 – syna Remingtona Alexandra. W czerwcu 2020 Clarkson złożyła pozew o rozwód.

## Dyskografia
Albumy studyjne
- Thankful (2003)
- Breakaway (2004)
- My December (2007)
- All I Ever Wanted (2009)
- Stronger (2011)
- Wrapped in Red (2013)
- Piece by Piece (2015)
- Meaning of Life (2017)

## Trasy koncertowe
- 2002: American Idol Live Tour (z finalistami programu American Idol)
- 2004: Independent Tour (z Clay Aiken)
- 2005: Breakaway World Tour
- 2005: Hazel Eyes Tour
- 2006: Addicted Tour
- 2007–2008: My December Tour
- 2008: 2 Worlds 2 Voices Tour (z Rebą McEntire)
- 2009–2010: All I Ever Wanted Tour
- 2012: Stronger Tour
- 2012: Stronger Summer Tour (z The Fray)
- 2013: 12th Annual Honda Civic Tour (z Maroon 5)
- 2015: Piece by Piece Tour

## Filmografia
| Rok       | Tytuł                                            | Rola         | Informacje dotyczące roli               |
| --------- | ------------------------------------------------ | ------------ | --------------------------------------- |
| 2002      | Issues 101                                       | Crystal      | Filmowy debiut                          |
| 2002      | Sabrina, nastoletnia czarownica                  | Statysta     | Sezon 6, odcinek 11                     |
| 2002      | That ’80s Show                                   | Statysta     | Odcinek 2                               |
| 2003 2004 | American Dreams                                  | Brenda Lee   | Sezon 2, odcinek 26 Sezon 3, odcinek 53 |
| 2004      | Justin i Kelly                                   | Kelly Taylor | Główna rola                             |
| 2004      | Bobby kontra wapniaki                            | dubbing      | Sezon 8, odcinek 19                     |
| 2005      | Damage Control                                   | Ona sama     | Sezon 1, odcinek 1                      |
| 2007      | Reba                                             | Kelly        | Sezon 6, odcinek 8                      |
| 2011      | Fineasz i Ferb                                   | dubbing      | Sezon 3, odcinek 16                     |
| 2012      | Duets                                            | Juror/mentor | Sezon 1                                 |
| 2013      | Who Do You Think You Are?                        | Ona sama     | Sezon 4, odcinek 1                      |
| 2013      | Przereklamowani                                  | Ona sama     | Sezon 1, odcinek 1                      |
| 2013      | Kelly Clarkson’s Cautionary Christmas Music Tale | Ona sama     | Specjalny program świąteczny            |
| 2014      | Nashville                                        | Ona sama     | Sezon 2, odcinek 11                     |
| 2017      | Pierwsza gwiazdka                                | koń Leah     | głos                                    |